# Championnats d'Europe de boxe amateur 1963
Navigation
Édition précédente Édition suivante
La 15e édition des championnats d'Europe de boxe amateur s'est déroulée à Moscou, URSS, du 26 mai au 2 juin 1963. 

## Résultats

### Podiums
| Catégories                    | Or                     | Argent            | Bronze                             |
| Poids mouches (-51 kg)        | Viktor Bystrov         | Stefan Panayotov  | Constantin Ciucă Paolo Vacca       |
| Poids coqs (-54 kg)           | Oleg Grigoryev         | Branislav Petrić  | Nicolae Puiu Rainer Poser          |
| Poids plumes (-57 kg)         | Stanislav Stepashkin   | Giovanni Girgenti | Jerzy Adamski Andrei Olteanu       |
| Poids légers (-60 kg)         | János Kajdi            | Boris Nikanorov   | Antero Halonen Giuseppe Sabri      |
| Poids super-légers (-63,5 kg) | Jerzy Kulej            | Alois Tumins      | Bruno Arcari Gerhard Dieter        |
| Poids welters (-67 kg)        | Richardas Tamulis      | Silvano Bertini   | János Kálmán Bohumil Němeček       |
| Poids super-welters (-71 kg)  | Boris Lagutin          | Andrew Wyper      | Siegfried Olesch Virgil Badea      |
| Poids moyens (-75 kg)         | Valeriy Popenchenko    | Ion Monea         | Emil Schulz Dragoslav Jakovljević  |
| Poids mi-lourds (-81 kg)      | Zbigniew Pietrzykowski | Danas Pozniakas   | František Poláček Bernard Thebault |
| Poids lourds (+81 kg)         | Josef Němec            | Andrey Abramov    | Klaus Degenhardt Dante Cané        |

### Tableau des médailles
| Place | Pays                 | Médaille d'or, Europe | Médaille d'argent, Europe | Médaille de bronze, Europe | Total |
| ----- | -------------------- | --------------------- | ------------------------- | -------------------------- | ----- |
| 1     | Union soviétique     | 6                     | 4                         | 0                          | 10    |
| 2     | Pologne              | 2                     | 0                         | 1                          | 3     |
| 3     | Tchécoslovaquie      | 1                     | 0                         | 2                          | 3     |
| 4     | Hongrie              | 1                     | 0                         | 1                          | 2     |
| 5     | Italie               | 0                     | 2                         | 4                          | 6     |
| 6     | Roumanie             | 0                     | 1                         | 4                          | 5     |
| 7     | Yougoslavie          | 0                     | 1                         | 1                          | 2     |
| 8     | Bulgarie             | 0                     | 1                         | 0                          | 1     |
| 8     | Écosse               | 0                     | 1                         | 0                          | 1     |
| 10    | Allemagne de l'Est   | 0                     | 0                         | 3                          | 3     |
| 11    | Allemagne de l'Ouest | 0                     | 0                         | 2                          | 2     |
| 12    | Finlande             | 0                     | 0                         | 1                          | 1     |
| 12    | France               | 0                     | 0                         | 1                          | 1     |
| Total | 13 pays médaillés    | 10                    | 10                        | 20                         | 40    |